# Caloptilia glutinella
Caloptilia glutinella is een vlinder uit de familie van de mineermotten (Gracillariidae). De wetenschappelijke naam van de soort werd voor het eerst geldig gepubliceerd in 1915 door Charles Russell Ely.